# Integrované zemědělství
Integrované zemědělství je jedna z teorií zemědělského hospodaření, která si klade za cíl trvalou udržitelnost tohoto systému. Je to předělová teorie mezi konvenčním hospodařením (hlavní cílem je zisk, resp. výnos) a organickým hospodařením (hlavním cílem je environmentalistická představa udržení stability agroekosystému a zdravotní nezávadnosti potravin bez reziduí pomocí organických hnojiv, vyloučením hnojiv minerálních a pesticidů). Integrovaný systém se tak snaží najít vhodnou kombinaci v použití obou výše zmíněných typů hospodaření (především aplikaci hnojiv či pesticidů) a vyvážení ekonomického a ekologického hlediska. Největší vliv má agrotechnika a dále typ odrůdy a půdní úrodnost.